# Lachaerus
Lachaerus – rodzaj chrząszczy z rodziny kózkowatych i podrodziny zgrzypikowych.

## Zasięg występowania
Przedstawiciele tego rodzaju występują w południowej Brazylii oraz w Paragwaju.

## Systematyka
Do Lachaerus należą 3 gatunki:
- Lachaerus fascinus
- Lachaerus monnei
- Lachaerus rubigineus